# GP3-seizoen 2012
Het GP3-seizoen 2012 is het derde GP3 seizoen. Het support de GP2-klasse in alle races. Het seizoen bestaat uit 16 races, verdeeld over 8 circuits. Regerend kampioen Valtteri Bottas is aangetrokken als testrijder van het Formule 1-team Williams en zal derhalve zijn titel niet verdedigen.
Vanaf dit jaar wordt, net als in de GP2 Series, de puntentelling van de Formule 1 overgenomen. De punten in race 1 worden verdeeld onder de eerste tien finishers: 25-18-15-12-10-8-6-4-2-1, en de eerste acht finishers in race 2 krijgen ook punten: 15-12-10-8-6-4-2-1. De poleposition op zaterdag en de snelste ronden zijn nu respectievelijk 4 en 2 punten waard.
De Nieuw-Zeelander Mitch Evans won het kampioenschap nadat in de laatste race zijn laatste concurrent Daniel Abt de race niet wist te winnen. De Duitser had een overwinning nodig om het kampioenschap binnen te halen, hij werd tweede.

## Teams en coureurs
- Addax Team verlaat het kampioenschap om zich te concentreren op hun GP2-team. Hun plaats wordt ingenomen door Trident Racing.
- Tech 1 Racing heeft het kampioenschap verlaten en is vervangen door Ocean Racing Technology.
- RSC Mücke Motorsport heeft het kampioenschap verlaten en is niet vervangen.
- Lotus ART heeft haar naam veranderd in Lotus GP.

| Team                    | Nr. | Coureur                | Ronde    |
| ----------------------- | --- | ---------------------- | -------- |
| Lotus GP                | 1   | Daniel Abt             | Alle     |
| Lotus GP                | 2   | Conor Daly             | Alle     |
| Lotus GP                | 3   | Aaro Vainio            | Alle     |
| MW Arden                | 4   | Mitch Evans            | Alle     |
| MW Arden                | 5   | David Fumanelli        | Alle     |
| MW Arden                | 6   | Matias Laine           | Alle     |
| Marussia Manor Racing   | 7   | Dmitri Soeranovitsj    | Alle     |
| Marussia Manor Racing   | 8   | Fabiano Machado        | Alle     |
| Marussia Manor Racing   | 9   | Tio Ellinas            | Alle     |
| Status Grand Prix       | 14  | Marlon Stöckinger      | Alle     |
| Status Grand Prix       | 15  | Kotaro Sakurai         | 1-2, 4   |
| Status Grand Prix       | 15  | Lewis Williamson       | 5-8      |
| Status Grand Prix       | 16  | Alice Powell           | Alle     |
| Ocean Racing Technology | 17  | Kevin Ceccon           | 1        |
| Ocean Racing Technology | 17  | Carmen Jordá           | 2-8      |
| Ocean Racing Technology | 18  | Carmen Jordá           | 1        |
| Ocean Racing Technology | 18  | Kevin Ceccon           | 2-8      |
| Ocean Racing Technology | 19  | Robert Cregan          | Alle     |
| Jenzer Motorsport       | 20  | Robert Vișoiu          | Alle     |
| Jenzer Motorsport       | 21  | Patric Niederhauser    | Alle     |
| Jenzer Motorsport       | 22  | Jakub Klášterka        | 1-2      |
| Jenzer Motorsport       | 22  | Facu Regalia           | 4        |
| Jenzer Motorsport       | 22  | Alex Fontana           | 6-7      |
| Trident Racing          | 23  | Vicky Piria            | Alle     |
| Trident Racing          | 24  | Antonio Spavone        | 1-4      |
| Trident Racing          | 25  | Giovanni Venturini     | 4-8      |
| Carlin                  | 26  | Alex Brundle           | Alle     |
| Carlin                  | 27  | António Félix da Costa | Alle     |
| Carlin                  | 28  | William Buller         | Alle     |
| ATECH CRS GP            | 29  | Tamás Pál Kiss         | Alle     |
| ATECH CRS GP            | 30  | John Wartique          | 1-3, 7-8 |
| ATECH CRS GP            | 30  | Fabio Gamberini        | 4        |
| ATECH CRS GP            | 30  | Facu Regalia           | 6        |
| ATECH CRS GP            | 31  | Ethan Ringel           | Alle     |

## Races
- Op 16 december 2011 werd de GP3-kalender van 2012 bekend. Het kampioenschap zal acht raceweekenden tellen nadat de ronde in Monaco op 26 januari 2012 goedgekeurd werd. In 2011 werd ook al geprobeerd om de GP3 naar Monaco te brengen, maar door tijdgebrek in dat weekend ging deze ronde niet door.

| Ronde | Ronde | Circuit                   | Datum       | Pole Position          | Snelste ronde          | Winnend coureur        | Winnend team          |
| ----- | ----- | ------------------------- | ----------- | ---------------------- | ---------------------- | ---------------------- | --------------------- |
| 1     | R1    | Circuit de Catalunya      | 12 mei      | António Félix da Costa | Patric Niederhauser    | Mitch Evans            | MW Arden              |
| 1     | R2    | Circuit de Catalunya      | 13 mei      |                        | Kevin Ceccon           | Conor Daly             | Lotus GP              |
| 2     | R1    | Circuit de Monaco         | 26 mei      | Aaro Vainio            | Kevin Ceccon           | Aaro Vainio            | Lotus GP              |
| 2     | R2    | Circuit de Monaco         | 27 mei      |                        | Marlon Stöckinger      | Marlon Stöckinger      | Status Grand Prix     |
| 3     | R1    | Valencia Street Circuit   | 23 juni     | Mitch Evans            | Mitch Evans            | Mitch Evans            | MW Arden              |
| 3     | R2    | Valencia Street Circuit   | 24 juni     |                        | António Félix da Costa | Patric Niederhauser    | Jenzer Motorsport     |
| 4     | R1    | Silverstone               | 7 juli      | Mitch Evans            | António Félix da Costa | António Félix da Costa | Carlin                |
| 4     | R2    | Silverstone               | 8 juli      |                        | Tio Ellinas            | William Buller         | Carlin                |
| 5     | R1    | Hockenheimring            | 21 juli     | Daniel Abt             | Tio Ellinas            | Patric Niederhauser    | Jenzer Motorsport     |
| 5     | R2    | Hockenheimring            | 22 juli     |                        | Mitch Evans            | Mitch Evans            | MW Arden              |
| 6     | R1    | Hungaroring               | 28 juli     | Aaro Vainio            | António Félix da Costa | António Félix da Costa | Carlin                |
| 6     | R2    | Hungaroring               | 29 juli     |                        | António Félix da Costa | António Félix da Costa | Carlin                |
| 7     | R1    | Spa-Francorchamps         | 1 september | Mitch Evans            | António Félix da Costa | Daniel Abt             | Lotus GP              |
| 7     | R2    | Spa-Francorchamps         | 2 september |                        | António Félix da Costa | Matias Laine           | MW Arden              |
| 8     | R1    | Autodromo Nazionale Monza | 8 september | Mitch Evans            | Tio Ellinas            | Daniel Abt             | Lotus GP              |
| 8     | R2    | Autodromo Nazionale Monza | 9 september |                        | Matias Laine           | Tio Ellinas            | Marussia Manor Racing |

GP2: 2005 · 2006 · 2007 · 2008 · 2009 · 2010 · 2011 · 2012 · 2013 · 2014 · 2015 · 2016 (Lijst van coureurs)

GP3: 2010 · 2011 · 2012 · 2013 · 2014 · 2015 · 2016 · 2017 · 2018 (Lijst van coureurs)

GP2 Asia: 2008 · 2008-2009 · 2009-2010 · 2011 (Lijst van coureurs)